# Patrice Désilets
Patrice Désilets (Saint-Jean-sur-Richelieu, 1974) es un diseñador de videojuegos canadiense, más conocido por sus trabajos en Ubisoft, como el Prince of Persia: Las Arenas del Tiempo y por crear la saga Assassin's Creed.

## Biografía
Nacido en 1974 en Saint-Jean-sur-Richelieu, Canadá. Patrice Désilets es hijo de Jacques Désilets, matemático y director del Colegio de Educación General y Vocacional, y de Luce de Bellefeuille, directora general de la Secretaría de Adopción Internacional. A la edad de cinco años, el joven Patrice descubrió el mundo de la informática, concretamente el Apple II que utilizaba su padre. Educado en el Colegio Édouard-Montpetit en Longueuil, practicó la improvisación y el teatro, la disciplina que se necesita hoy en día como una referencia para los videojuegos. Luego estudió en la Universidad de Montreal, donde se especializó en cine. Tiempo después, la compañía de videojuegos Ubisoft se ubicó en Montreal, aplicando para poder acceder a dicha compañía y uniéndose a ella el 2 de julio de 1997. Vive en Montreal.
El 08/05/2013 fue despedido por Ubisoft, según declara él, "sin fundamentos".

## Juegos
Patrice Désilets ha trabajado en varios proyectos para Ubisoft:
- Hype: The Time Quest (1999)
- Donald Duck Quack Attack ! (2000)
- Prince of Persia: Las Arenas del Tiempo (2003)
- Prince of Persia: El Alma del Guerrero
- Prince of Persia: The Two Thrones
- Tom Clancy's Rainbow Six 3: Raven Shield (2003)
- Assassin's Creed (2007) y Assassin's Creed (Director´s Edition) (2008)
- Assassin's Creed II (2009)
- Assassin's Creed: Brotherhood (2010)